# Кочнев, Пётр Павлович
Пётр Павлович Кочнев (1925 — 1990) — мастер-взрывник Сангарского шахтоуправления треста «Якутуголь» Министерства угольной промышленной промышленности СССР, Якутская АССР. Герой Социалистического Труда (1971). Почётный шахтер СССР, Почётный полярник, заслуженный горняк Якутской АССР.

## Биография
Родился в 1925 году в селе Толон (якут. Толоон) Нерюктяйского наслега Ленского района Якутии. В 1936 году вместе с родителями переехал в посёлок Сангар. Родители приехали работать на Сангарский рудник. В 1934 году Сангарский рудник был передан в ведение Главного управления Северного морского пути (Главсевморпути). Постановлением СНК СССР и ЦК ВКП(б) от 20 июля 1934 г. «О мероприятиях по развитию Северного морского пути и северного хозяйства» к ведению ГУСМП была отнесены моря и острова Северного Ледовитого океана и территория континентальной Азии севернее 62-й параллели (параллель г. Якутска)
В Великую Отечественную войну несовершеннолетний Пётр Кочнев участвовал в перевалке угля, где, кроме шахтеров, участвовали работники всех организаций поселка Сангар, а также женщины, старики и подростки. Среди них стахановцы А.И. Колмогорова, и его мать М.И. Кочнева. В 1942 году во время войны в возрасте 16 лет начал работать в забое. 
Трудолюбивый, добросовестный, вдумчивый юноша постепенно освоил почти все рабочие специальности: бутчика, электрослесаря, бурильщика, машиниста погрузочной машины, мастера–взрывника. Заочно закончил горный техникум. 
30 марта 1971 года за выдающиеся успехи в выполнении заданий VIII пятилетки, достижение высоких технико-экономических показателей, достигнутые в развитии цветной металлургии удостоен звания Героя Социалистического Труда. Указом (закрытым) Президиума Верховного Совета СССР от 30 марта 1971 года c вручением ордена Ленина и золотой медали «Серп и Молот».
На шахте «Сангарская» проработал около 40 лет. Награждён многими государственными наградами
Умер в 1990 году в пос. Сангар, Кобяйский район, Республика Якутия, Россия